# Château de Llawhaden
Le château de Llawhaden (Castell Llanhuadain en gallois) est un château situé dans le comté du Pembrokeshire, dans le village de Llawhaden, à 5 km à l'est de Wiston, au sud-ouest du Pays de Galles. Il est géré par le Cadw.
Il a été construit par le évêques du diocèse de St David entre les XIIe et XIVe siècles. Le premier château sur le site a été construit en 1115 par l'évêque Bernard. Seule la motte castrale subsiste de cette époque. La grande majorité des ruines visibles aujourd'hui remonte à la construction de l'évêque Adam Houghton (en) entre 1362 et 1389. Il était très grand alors avec deux résidences à son premier étage. La porte toujours debout a été probablement ajoutée par la suite.

## Source
- (en) Cet article est partiellement ou en totalité issu de l’article de Wikipédia en anglais intitulé « Llawhaden Castle » (voir la liste des auteurs).